# فرانتيشيك نيكولن
فرانتيشيك نيكولن (26 نوفمبر 1907 – 4 أكتوبر 1990) هو ملاكم تشيكوسلوفاكي راحل، مثّل بلاده في الألعاب الأولمبية الصيفية 1928.

## روابط خارجية
فرانتيشيك نيكولن على موقع بوكس ريك (الإنجليزية) (registration required)
- فرانتيشيك نيكولن على موقع أوليمبيديا (الإنجليزية)
- فرانتيشيك نيكولن على موقع اللجنة الأولمبية التشيكية (التشيكية)